# Pachycondyla sublaevis
Pachycondyla sublaevis är en myrart som först beskrevs av Carlo Emery 1887.  Pachycondyla sublaevis ingår i släktet Pachycondyla och familjen myror.

## Underarter
Arten delas in i följande underarter:
- P. s. kurandensis
- P. s. murina
- P. s. reticulata
- P. s. rubicunda
- P. s. sublaevis